# Західно-Сибірська ТЕЦ
За́хідно-Сибі́рська ТЕЦ — теплова електростанція у Кемеровській області Росії.
ТЕЦ, яка стала третьою в Новокузнецьку після ТЕЦ Кузнецького металургійного комбінату та Кузнецької ТЕЦ (споруджена з огляду на потреби алюмінієвого та феросплавного заводів), входить до комплексу Західно-Сибірського металургійного комбінату.
Протягом перших двох десятиліть існування котельне господарство ТЕЦ отримало одинадцять парових котлів:
- шість виробництва Барнаульського котельного заводу типу БКЗ-210-140ФД продуктивністю по 210 тон пари на годину (станційні номери 1—6), які стали до ладу в 1963 (два), 1964 (два), 1966 та 1967 роках;
- п'ять від Таганрозького котельного заводу типу ТП-87-1 продуктивністю по 420 тонн пари на годину (номери 7—11), які ввели в дію у 1972, 1974, 1977, 1980 та 1983 роках.
Вони живили сім парових турбін, зокрема:
- введену в дію у 1963-му турбіну потужністю 60 МВт (станційний номер 1);
- запущену в тому ж 1963-му турбіну виробництва Уральського турбінного заводу типу Т-50-130 потужністю 50 МВт (номер 2);
- введену в 1972-му турбіну від Уральського турбінного заводу типу Т-100/120-130 потужністю 100 МВт (номер 4);
- запущені в 1974, 1983 та 1987 роках три турбіни виробництва Уральського турбінного заводу типу Т-110/120-130 потужністю по 110 МВт (номери 5—7).
Є відомості, що в 1993-му турбіну № 1 замінили на нову від Ленінградського металічного заводу типу ПТ-60/75-130/13 потужністю 60 МВт, а 1996-му встановили нову турбіну № 3 виробництва Уральського турбінного заводу типу Т-60-130 потужністю 60 МВт.
Як паливо ТЕЦ використовує вугілля (77 % паливного балансу в 2008-му), вторинні горючі гази металургійного виробництва — коксовий та доменний (14 %), а також відходи коксового виробництва. Також за потреби ТЕЦ може споживати природний газ, який надходить до регіону по трубопроводах Нижньовартовськ – Кузбас та СРТО – Омськ.
Для видалення продуктів згоряння призначений димар заввишки 250 метрів.
Для технологічних потреб використовується вода з річки Том, при цьому доставка води на майданчик здійснюється по каналу завдовжки 5,4 км. Також у системі діє став-охолоджувач.
Видача продукції відбувається під напругою 110 кВ.